# Foxy Lady (Hang on the Box)
Foxy Lady (caratteri cinesi: 弗克希公主; pinyin: Fúkèxī Gōngzhǔ) è un album studio del gruppo femminile cinese Hang on the Box, pubblicato a giugno del 2004.

## Tracce
- No Sexy - 2:04
- Bitch - 3:19
- Foxy Lady - 2:49
- Tattoo - 2:22
- Heroin and Cocaine - 2:38
- Your Everything Kills Me - 4:08
- Red Comet - 3:23
- There Is a City - 4:20
- Di Di Di - 3:21
- What Is Now - 4:37
- Be My Seed - 1:23
- Now I Wanna Say Apologies to You - 3:14
- Shanghai live ad Hong Kong - 7:07

## Formazione
- Wang Yue – voce
- Yang Fan – chitarra
- Yilina – basso
- Shen Jing – batteria